# Iaroslav Jerebukh
Iaroslav Volodímirovitx Jerebukh (en ucraïnès Яросла́в Володи́мирович Жеребу́х; forma anglesa: Yaroslav Zherebukh; nascut el 14 de juliol de 1993 a Lviv), és un jugador d'escacs d'origen ucraïnès, que té el títol de Gran Mestre des de 2009. El maig de 2015 va passar a representar la federació dels Estats Units.
A la llista d'Elo de la FIDE del setembre de 2020, hi tenia un Elo de 2620 punts, cosa que en feia el jugador número 14 (en actiu) dels Estats Units. El seu màxim Elo va ser de 2641 punts, a la llista de març de 2012 (posició 124 al rànquing mundial).

## Resultats destacats en competició
El 2006, fou membre de l'equip ucraïnès juvenil que va guanyar l'olimpíada d'escacs Sub-16 a Turquia. El seu major èxit ha estat la victòria, el febrer de 2010, al fort obert de Cappelle-la-Grande a França, amb aproximadament 82 Grans Mestres i 61 Mestres Internacionals (652 jugadors en total), amb 7,5 punts de 9. El mateix any Zherebukh va fer 8 punts (+7 -2 =2) per guanyar el torneig Young Stars of the World 2010 a Kirishi, Rússia.
Entre l'agost i el setembre de 2011 participà en la Copa del món de 2011, a Khanti-Mansisk, un torneig del cicle classificatori pel Campionat del món de 2013, i hi fou la gran sorpresa del torneig; avançà fins a la quarta ronda, quan fou eliminat per David Navara (0-2), però prèviament eliminà dos Súper-GM, Pàvel Eliànov i Xakhriar Mamediàrov a la primera i tercera rondes.